# كلية بغداد للعلوم الاقتصادية الجامعة
كلية بغداد للعلوم الاقتصادية الجامعة،  كلية تأسست في العام 1996م في بغداد، بالعراق. مؤسس الكلية هو الأستاذ الدكتور محمد طاقة.

## التأسيس
تأسست كلية بغداد للعلوم الاقتصادية الجامعة في عام 1996 بموافقة وزارة التعليم العالي والبحث العلمي بموجب كتابها المرقم ق م2 /1906 في 26/8/1995.

## الرسالة
رسالة الكلية تهدف إلى خلق الكوادر المتخصصة في العلوم الاقتصادية والمحاسبية والإدارية والمعلوماتية المؤهلة للعمل في مؤسسات الدولة والقطاع الخاص. كما تهدف الكلية إلى تنمية القدرات والمهارات للملاكات العلمية في مجال إعداد البحوث والدراسات النظرية والتطبيقية التي تخدم المجالات الاقتصادية والإدارية في قطاعات ألدوله المختلفة هذا إلى جانب تعزيز الدولة المهم للمؤتمرات العلمية والندوات والحلقات النقاشة التي تخدم السيرة التنموية والتطوير الاقتصادي في المجتمع.

## بدايتها
بدأت الكلية مسيرتها العلمية في العام الدراسي1996/1997م بقسمين علميين فقط هما «قسم العلوم الاقتصادية» و «قسم العلوم التجارية» ثم توسعت الكلية وأصبحت في العام الدراسي 2007 /2008 تضم عدد من الأقسام العلمية.

## الموقع
العراق – بغداد – حي الإسكان - م/625- ز/21 - د/32.

## الأقسام العلمية الصباحية
1. قسم أدارة إعمال.
2. قسم العلوم المالية والمصرفية.
3. قسم المحاسبة.
4. قسم علوم الحاسبات.
5. قسم هندسة الحاسبات.

## الأقسام العلمية المسائية
- قسم العلوم المالية والمصرفية
- قسم أدارة إعمال.
- قسم المحاسبة.

## شروط القبول في كلية بغداد للعلوم الاقتصادية الجامعة
1. يتم قبول خريجي الدراسة الاعدادية (العلمي، الأدبي، التجاري) حصرا.
2. يتم قبول الطلبة في الاقسام العلمية كما مبين في ادناه:
  - قسم علوم الحاسبات، قسم هندسة البرامجيات يقبل الفرع العلمي حصرا.
  - باقي أقسام الكلية يقبل فيها كافة الفروع (العلمي والأدبي والتجاري).
3. لايقبل في الدراسة الصباحية ممن تجاوزت أعمارهم (30 عام).
4. يقبل خريجي (معاهد المعلمين) فرع (الرياضيات والعلوم) في قسم العلوم المالة والمصرفية.